# Centre Mèdic Wolfson
El Centre Mèdic Wolfson (en hebreu: מרכז רפואי וולפסון) (transliterat: Merkaz Refui Wolfson) és un hospital a la ciutat de Holon, Israel. L'hospital de Wolfson es troba a l'àrea metropolitana de Tel-Aviv, en el Districte de Tel-Aviv, en un barri a on hi ha una població de mig milió d'habitants. El centre està classificat com el novè hospital més gran d'Israel. El centre mèdic va ser fundat amb l'assistència de la Fundació Wolfson i porta el nom de Lady Edith Specterman Wolfson, l'esposa d'Isaac Wolfson.
El centre mèdic de Holon es va obrir al públic en 1980, en la frontera sud de Tel-Aviv-Jaffa. El centre ha crescut des de 342 llits fins a més de 650 llits en 2007, amb 30 llits addicionals per a pacients ambulatoris.
Els departaments del centre mèdic Wolfson estan afiliats a l'escola de medicina Sackler, de la Universitat de Tel-Aviv, i supervisa als estudiants universitaris. El centre dona feina a més de 100 metges que realitzen diversos treballs a la universitat i treballen com a professors. Els estudiants provenen dels Estats Units d'Amèrica, el Regne Unit, la República Popular de la Xina, Itàlia, Etiòpia, Ghana, Equador, Bulgària, Hondures i la República de Geòrgia. El centre mèdic publica regularment articles acadèmics en revistes locals i estrangeres.